# مشروع تطوير القاهرة القديمة

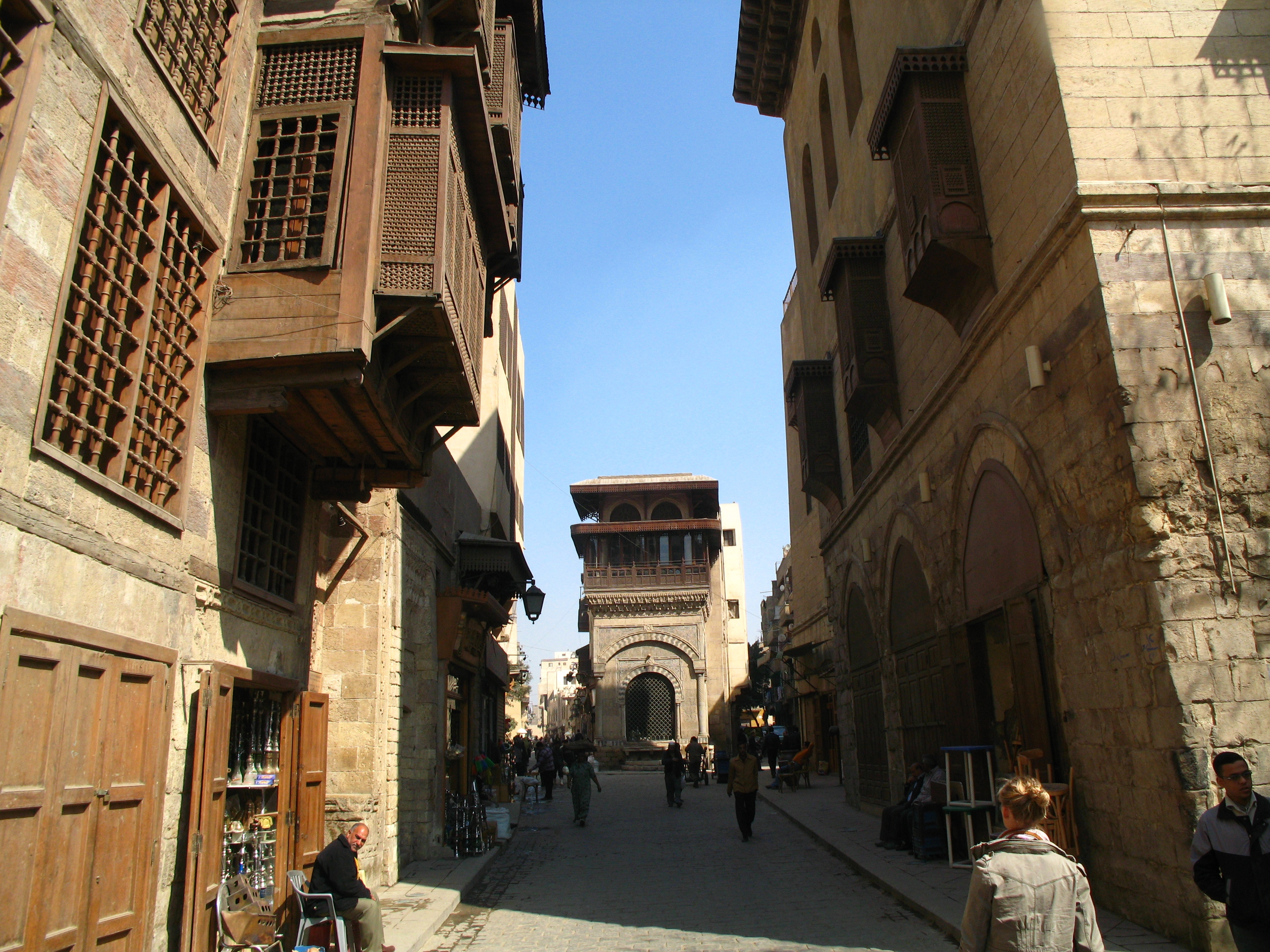

مشروع تطوير القاهرة القديمة هي محاولة من جانب الحكومة المصرية، والذهاب إلى القاهرة من خلال العديد من المواقع التاريخية والأثرية للمدينة ومنها إعادة تنشيطها للجيل الجديد. هذا المشروع انشئ بعض الجدل حول نواياها الحقيقية.

## الهدف
HCRP بدأ المشروع من قبل حكومة مصر والقاهرة. القصد الرئيسي من هذا المشروع هو إيجاد مجموعة جديدة كاملة من المتاحف والمواقع التاريخية التي ستكون متاحة على نطاق واسع من المواطنين والسياح على حد سواء في القاهرة. المشروع يركز حاليا على إعادة المعالم التاريخية القديمة للقاهرة الفاطمية. ووفقا لوزارة الثقافة، انها تعتزم "لتحويل المنطقة كلها إلى متحف في مفتوح. فإن الHCRP يعالج هذا المجال لتكون جزءا من متحف فيما لا يعرف حدودها. هذا هو المتحف الذي نظمه الاتحاد الأوروبي ومنطقة الفاطمية وسيشكل هذا المشروع جزءا من برنامج أوروميد لتراث الفن الإسلامي في حوض البحر الأبيض المتوسط. الفكرة الرئيسية وراء هذا المشروع هو أن وجود واسع النطاق على مواقع كتالوجات المعلومات، المواقع التاريخية الفعلية ستصبح أهم المعروضات في هذا المتحف. الزوار سيتمكنوا من التجربة المصرية والثقافة والتاريخية من خلال هذه المواقع التي يمروا به لأنها تعلم والتفاعل مع الموقع على كتالوجات كجزء من هذا المشروع، وهناك خطط لإنشاءالطريق على طول شارع المعز لدين لله، فإن أهم احتفالية طريق القاهرة الفاطمية. وهناك أيضا خطط لإنشاء حدائق واسعة من المواقع المحيطة.